# Yummy Bingham
 (septembre 2018).
Si vous disposez d'ouvrages ou d'articles de référence ou si vous connaissez des sites web de qualité traitant du thème abordé ici, merci de compléter l'article en donnant les références utiles à sa vérifiabilité et en les liant à la section « Notes et références ».
 (septembre 2018).
Elizabeth T. Wyce Bingham, aussi appelée Yummy, née le 7 janvier 1986, est une chanteuse américaine de R&B, également auteur, productrice et dirigeante de label. C'est un ancien membre du groupe Tha' Rayne.

## Biographie

### Enfance
Elizabeth Yummy Bingham est née le 7 janvier 1986 du mariage de Dinky Bingham et Patricia Wyce. Filleule de deux légendes du R&B, Chaka Khan et Aaron Hall, Yummy Bingham a été entourée par la musique depuis sa naissance. Son père, Dinky Bingham est un musicien de renom, chanteur et producteur, auteur de plusieurs tubes pour Changing Faces, New Edition, Kylie Minogue et Jaheim.
Son père étant toujours sur les routes, Yummy a grandi avec sa mère jusqu'à ce que les services sociaux retirent sa garde à ses parents à la suite d'allégations d'abus. À l'âge de 10 ans, Yummy est placée chez ses grands-parents paternels, pasteurs à South Jamaica, un quartier difficile du Queens (New-York). Les conditions de vie qu'elle a connues chez sa mère, ainsi que la lourde bataille juridique qui s'ensuivit et les querelles familiales qui l'ont entourée ont fait de Yummy une enfant difficile et impulsive, impliquée, entre 10 et 14 ans, dans assez d'actes délictueux pour remplir un album entier de gangsta rap. À l'âge de 15 ans, son père et sa belle-mère obtiennent à nouveau la garde de Yummy, qui déménage chez eux, dans le quartier plus tranquille de Dix Hills. Yummy commence enfin à connaître la stabilité.

### Débuts de carrière (1998-2001)
Bingham a commencé par jouer de la batterie dans son église à l'âge de 7 ans, puis elle a chanté dans la chorale de l'église. À l'âge de 9 ans, un professeur de musique de son école remarqua la voix particulière de Yummy et la fit chanter en solo à un concert de l'école. Mais Bingham, qui était particulièrement timide quand il s'agissait de chanter, n'a commencé à penser sérieusement à faire carrière qu'à l'âge de 12 ans, quand tout le monde autour d'elle a cessé de vouloir la faire chanter à tout prix.
Bingham a écrit et enregistré sa première démo à l'âge de 12 ans, en 1998, avec son père et la cousine de celui-ci, la chanteuse et auteur Connie McKendrick. Pendant de longs mois, ils ont diffusé la démo aux professionnels. En 2000, le producteur KayGee, du groupe Naughty by Nature est alors intéressé par la jeune chanteuse et signe un contrat avec elle pour son label Divine Mill. À peu près à la même époque, Supa Dave West, un producteur dont son père avait été le mentor, vient la trouver pour enregistrer une chanson avec le groupe De La Soul pour la B.O. du film Osmosis Jones, sortie en 2001. Ce fut le début d'une longue série de collaborations, établissant Yummy Bingham comme chanteuse attitrée de De La Soul.

### Tha' Rayne (2000-2004)
In 2000, KayGee, très intéressé par la démo de Yummy, la recrute pour son nouveau girl group Tha' Rayne et leur obtient un contrat avec le label Arista en 2001. Le groupe enregistre chœurs et refrains pour des artistes comme Boyz II Men, Queen Latifah, Next et Jaheim.
En tant que membre de Tha' Rayne, Bingham a pu goûter aux spotlights[Quoi ?] avec leur participation vocale au tube de Jaheim, Fabulous ainsi qu'avec leurs propres singles : Rock Wit Me (2002), No Love (2002) et Didn't You Know (2003), produit par Rich Harrison. Leur premier album, Reign Supreme, était prévu pour mars 2004 quand Arista a fait faillite en janvier et le contrat du groupe a été rompu. En conséquence, le groupe a décidé de se séparer.
Dès 2003, tout en se consacrant à son groupe, Yummy s'est autorisée quelques escapades en solo pour enregistrer chœurs et refrains pour des artistes comme De La Soul, Talib Kweli, Black Sheep, Lupe Fiasco, 2pac, Jae Millz ou Salt (du groupe Salt-N-Pepa.

### Muzik Park (2004-2006)
Après la séparation de son groupe, début 2004, Yummy a décidé de se consacrer dans un premier temps à l'écriture. Elle a collaboré avec des producteurs comme Troy Oliver, Dre & Vidal, The Buchanans, ou Jimi Kendrix, écrivant et enregistrant pour des artistes comme Tarralyn Ramsey, Amerie, Crystal Kay, Philly's Most Wanted, Shawn Kane, Ja Rule ou encore Patti Labelle.
C'est à la même période qu'elle renoua contact avec le super producteur Rockwilder, un ancien ami de son père. Ils ont commencé à travailler ensemble à des chansons pour d'autres artistes : Destiny's Child, Mya, Syleena Johnson, Mary J. Blige, JC Chasez ou Busta Rhymes, mais l'alchimie fut telle que Rockwilder offrit très vite à Yummy de devenir codirigeante de son label Muzik Park, tout en y étant sous contrat en tant que chanteuse. Peu de temps après, en septembre 2004, Muzik Park et Yummy Bingham signèrent un contrat de distribution avec le label Cash Money/Universal pour une expérience très courte. À l'âge de 19 ans, Yummy est devenue la plus jeune dirigeante de label distribué par un major.
À la suite de problèmes de non-paiement de la part de Cash Money, Bingham a très rapidement pu quitter le label et signer avec l'une des dirigeantes de Universal, Sylvia Rhone, qui voulait absolument Yummy pour son propre label, Motown.
Son single Come Get It (qui compte Jadakiss) est d'abord apparu comme un titre de mixtapes et un single digital (sortie en mai 2005), mais le titre a été très rapidement apprécié du public et des DJs, si bien que Motown a décidé de tourner le clip et de lancer officiellement la chanson sur les radios au mois d'août 2005. Le single est devenu un tube moyen aux États-Unis. Dès le mois d'octobre, la chanson a été utilisée dans une publicité pour la marque automobile Pontiac, donnant au single une audience encore plus large.
Le single suivant, Is It Good To You, produit par Rockwilder, était originellement écrit pour les Destiny's Child mais quand le titre leur a été proposé, seule Beyoncé le voulait, si bien que Yummy a décidé de garder la chanson pour son propre album. Le titre était prêt à être lancé sur les radios américaines en mars 2006, mais très peu de DJs avaient retenu la chanson, si bien que le label changea rapidement ce single pour un autre : One More Chance a débarqué sur les radios américaines le 24 avril 2006, avec une entrée fracassante à la deuxième place des titres R&B les plus ajoutés aux playlists des radios. Mais peu de temps après, Yummy est entrée en conflit, au sein de son label Muzik Park, avec Rockwilder et Randy Parker, son manager et troisième copropriétaire du label. Tout en restant actionnaire de la compagnie, Yummy a décidé de changer de management. La promotion de son single a été interrompue et la sortie de son album, provisoirement suspendue.

### The First Seed(2006)
Le single One More Chance a bénéficié d'une excellente exposition au sein de la communauté R&B britannique, le titre se classant 5 semaines consécutives à la 2e place du BBC 1xtra R&B Charts (basé sur la vente du vinyle). Ce fait a attiré l'attention du label anglais Island Record Group (partenaire de Motown en Angleterre) qui a sélectionné Yummy pour une sortie anglaise.
Yummy Bingham a été introduite au public anglais fin août, comme l'une des révélations du Carnaval de Notting Hill. Durant le carnaval, le clip de son single Come Get It a été bombardé par différentes chaînes musicales. Le clip a reçu un succès vif et particulièrement soudain, le public s'interrogeant fortement sur l'identité de cette Yummy Bingham, présente partout comme débarquant de nulle part. Malheureusement le succès de Come Get It a été aussi bref que soudain, et lorsque le single est sorti dans les bacs le 2 octobre 2006, l'audience du single était déjà redescendue. Le titre s'est classé 82e des ventes de singles en Angleterre et 38e des ventes R&B.
L'album de Yummy, The First Seed est sorti en Angleterre le 9 octobre, avec Muzik Park, toujours associé au projet.

### Czar Entertainment (2006-)
Yummy Bingham a d'ores et déjà commencé à travailler sur son deuxième album. En Angleterre, son deuxième single One More Chance est prévu pour une sortie en janvier 2007. Les vinyles et promo CD ont déjà été distribués depuis le 20 novembre 2006.
Bingham a signé un nouveau contrat de gestion avec Czar Entertainement. Elle développe également sa propre compagnie de production : Sweat Break Entertainment/Sweat Break Muzic.
Yummy interprète le générique de la nouvelle émission TV de Czar Entertainment : une émission de Hip Hop et de Poker intitulé Hip-Hop Hold'em' dont le premier épisode, diffusé le 6 octobre 2006 a enregistré une audience de 1,5 million.